# Spitzenstein (Hunsrück)
Der Spitzenstein ist ein 417 m ü. NHN hoher Berg im Hunsrück, wo dieser als Südöstlicher Rheinhunsrück steil ins Obere Mittelrheintal bei St. Goar abfällt. Er erhebt sich östlich von Urbar und nördlich von Niederburg, die beide als Ortsgemeinde der Verbandsgemeinde Sankt Goar-Oberwesel im Rhein-Hunsrück-Kreis angehören.
Auf dem Gipfel finden sich Überreste einer Telegrafenstation, die hier Ende des 18. Jahrhunderts errichtet wurde. Sie war Teil einer 700 km langen Telegrafenlinie zwischen Berlin und Trier, die aus insgesamt 61 Stationen bestand. Daneben wurde 2003 ein 21 m hoher Aussichtsturm aus Douglasienholz errichtet. Er war frei zugänglich und bot eine umfassende Rundschau. Im Herbst 2015 wurde der Turm wegen Schwammpilzbefall gesperrt, der Abriss erfolgte im April 2018. Im Jahr 2020 wurde ein neuer Aussichtsturm aus Stahl fertiggestellt, der an der Spitze über den Nachbau eines Flügeltelegraphen verfügt. Die Eröffnung des Turms verzögert sich durch die Corona-Pandemie. Der neue Turm ist 15,75 m hoch. Die Gesamtkosten des Bauwerks betrugen 135.000 Euro.

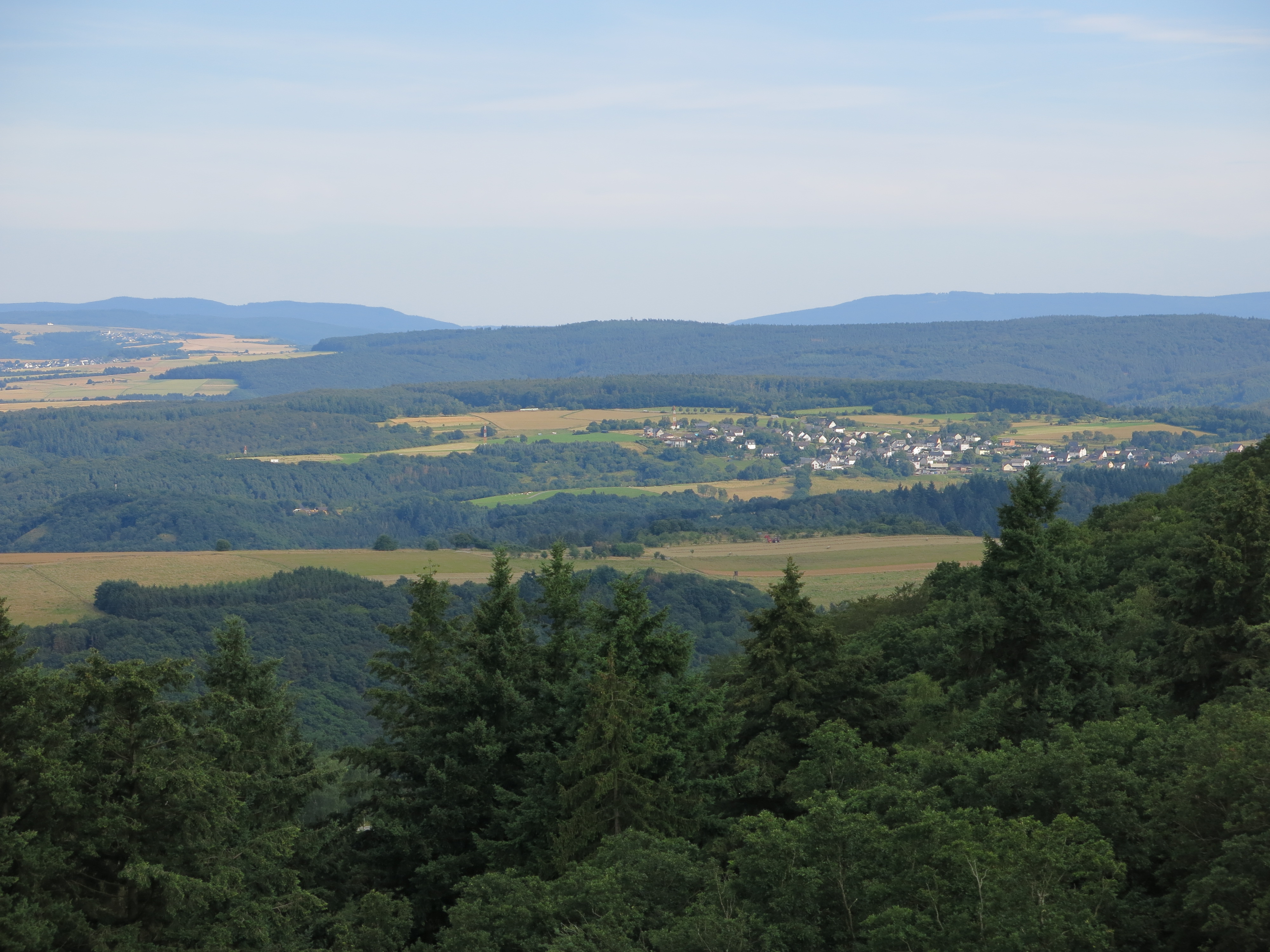
Blick vom Aussichtsturm Fünfseenblick nach Südosten zum Spitzenstein
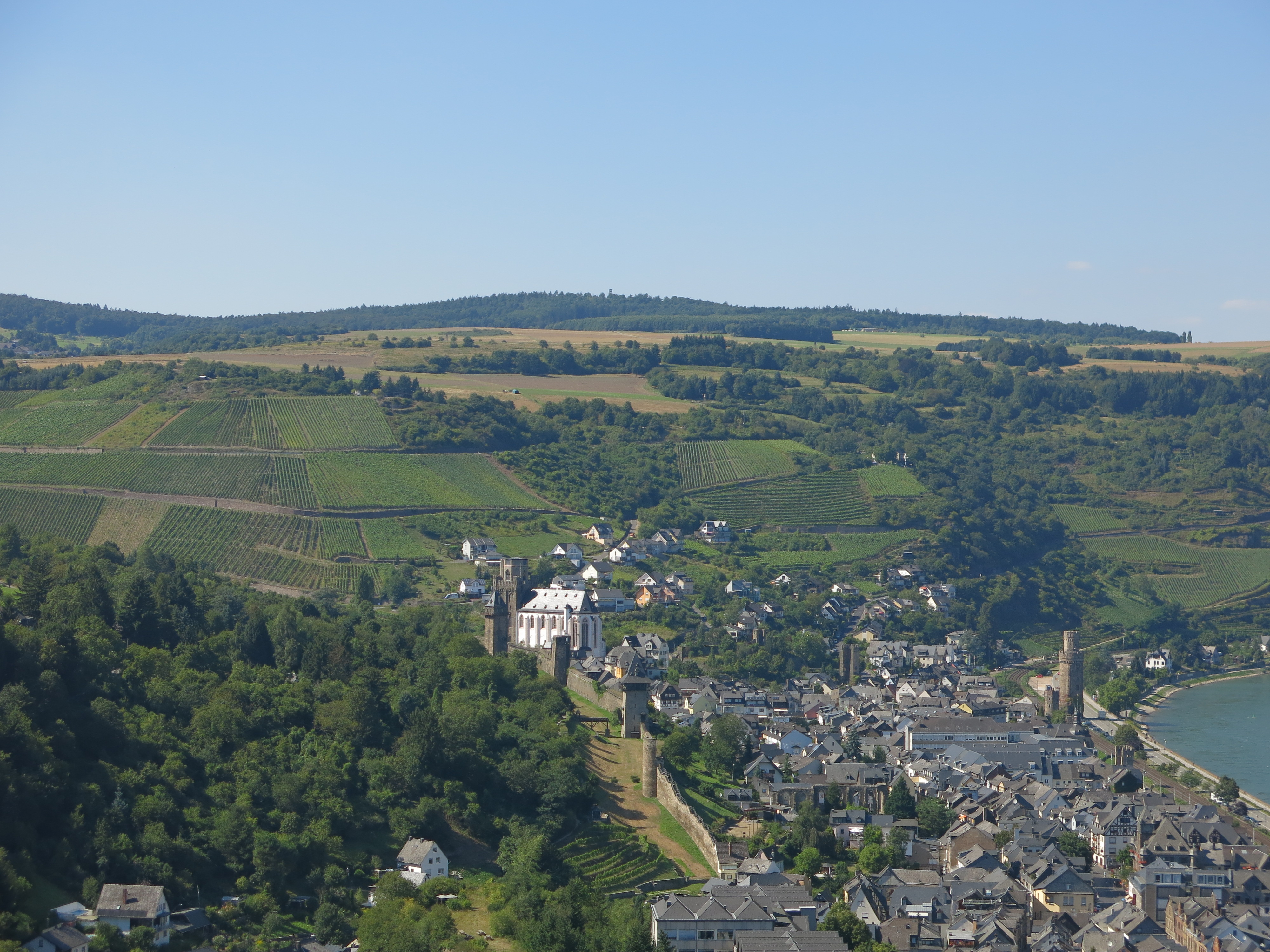
Blick von Burg Schönburg nach Nordwesten zum Spitzenstein
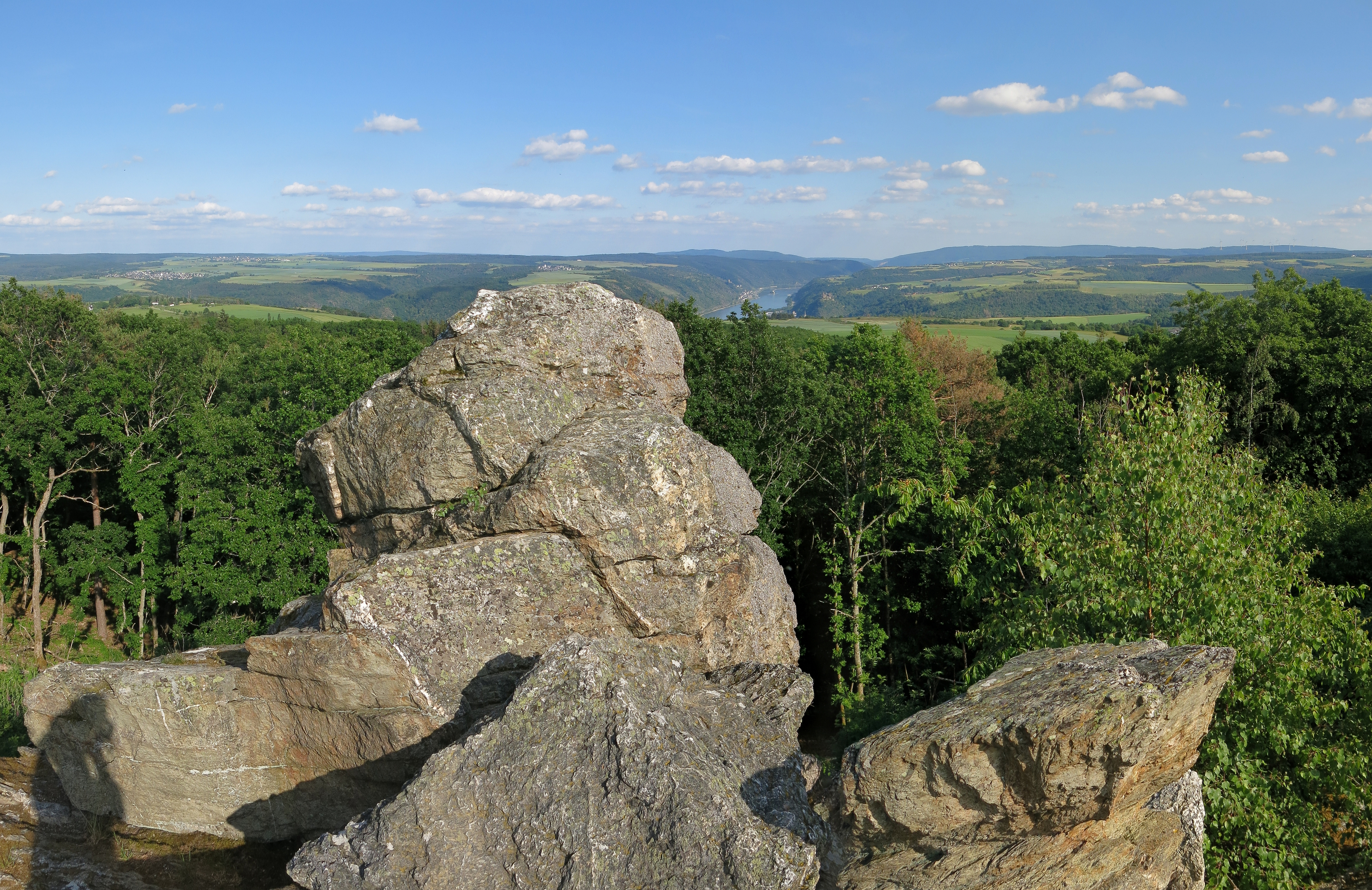
Felsformation auf dem Gipfel mit Blick nach Süden
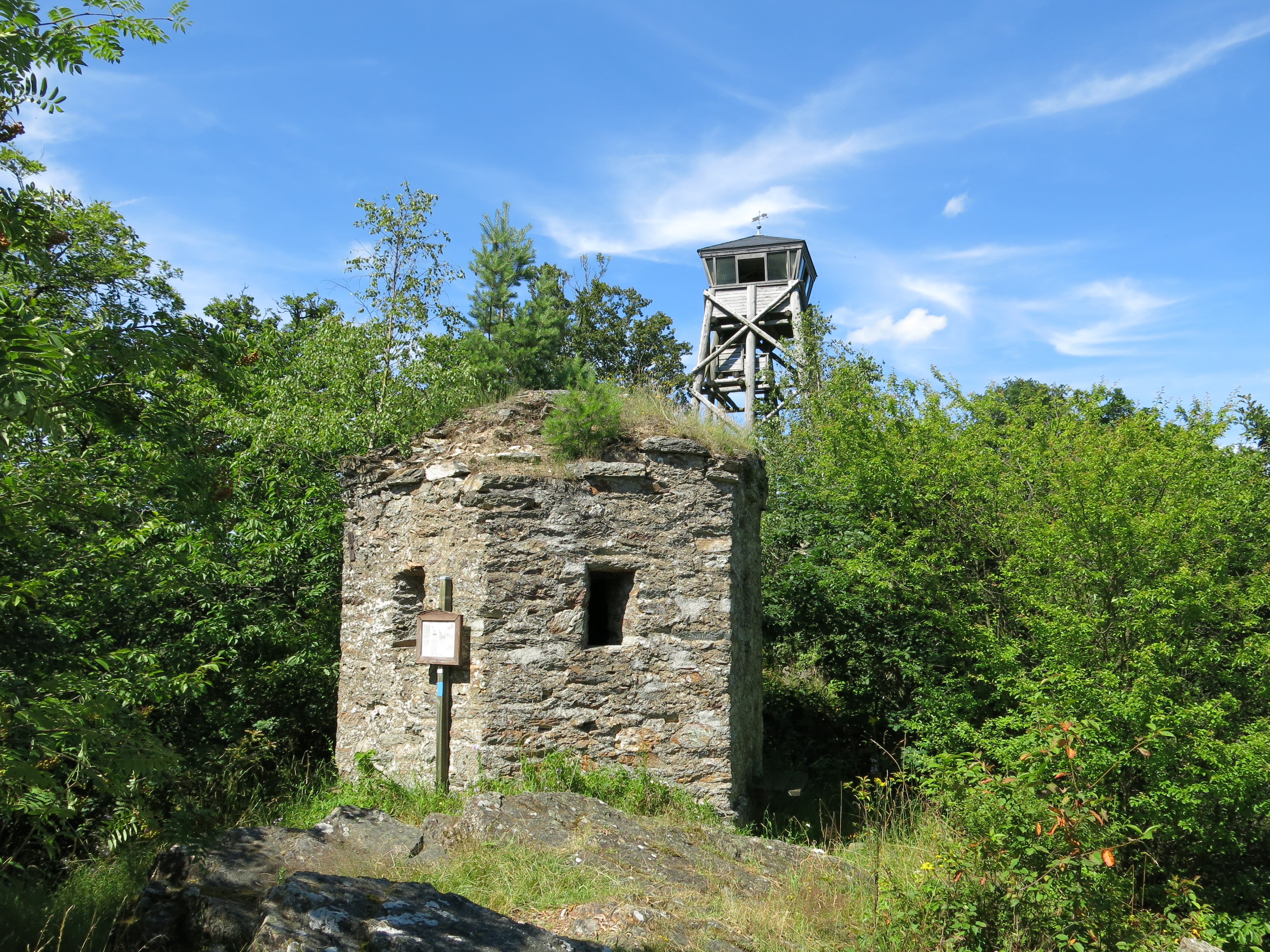
Überreste der Telegrafie-Station
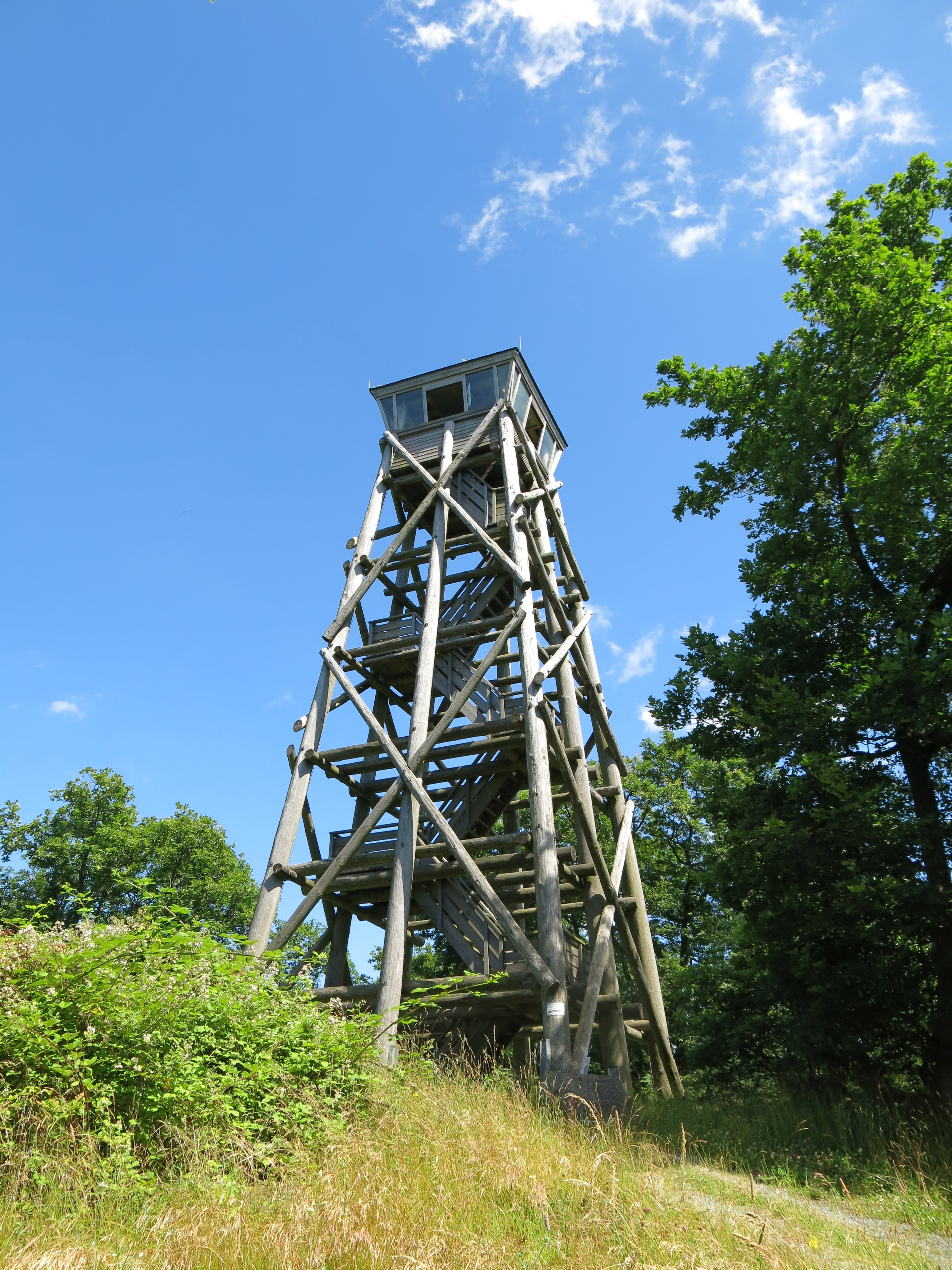
Aussichtsturm (2003–2018)
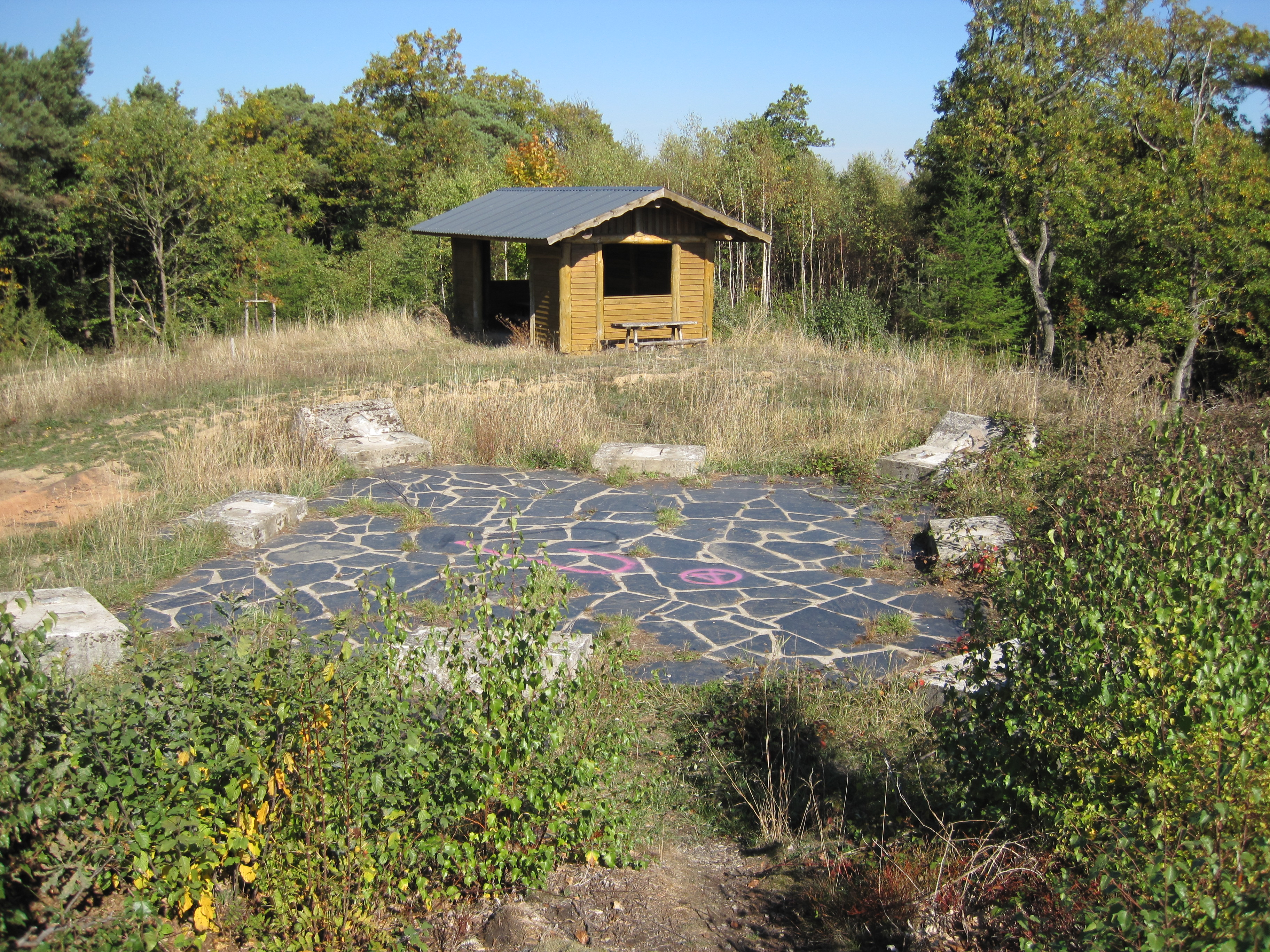
Plattform nach Abriss des Aussichtsturms
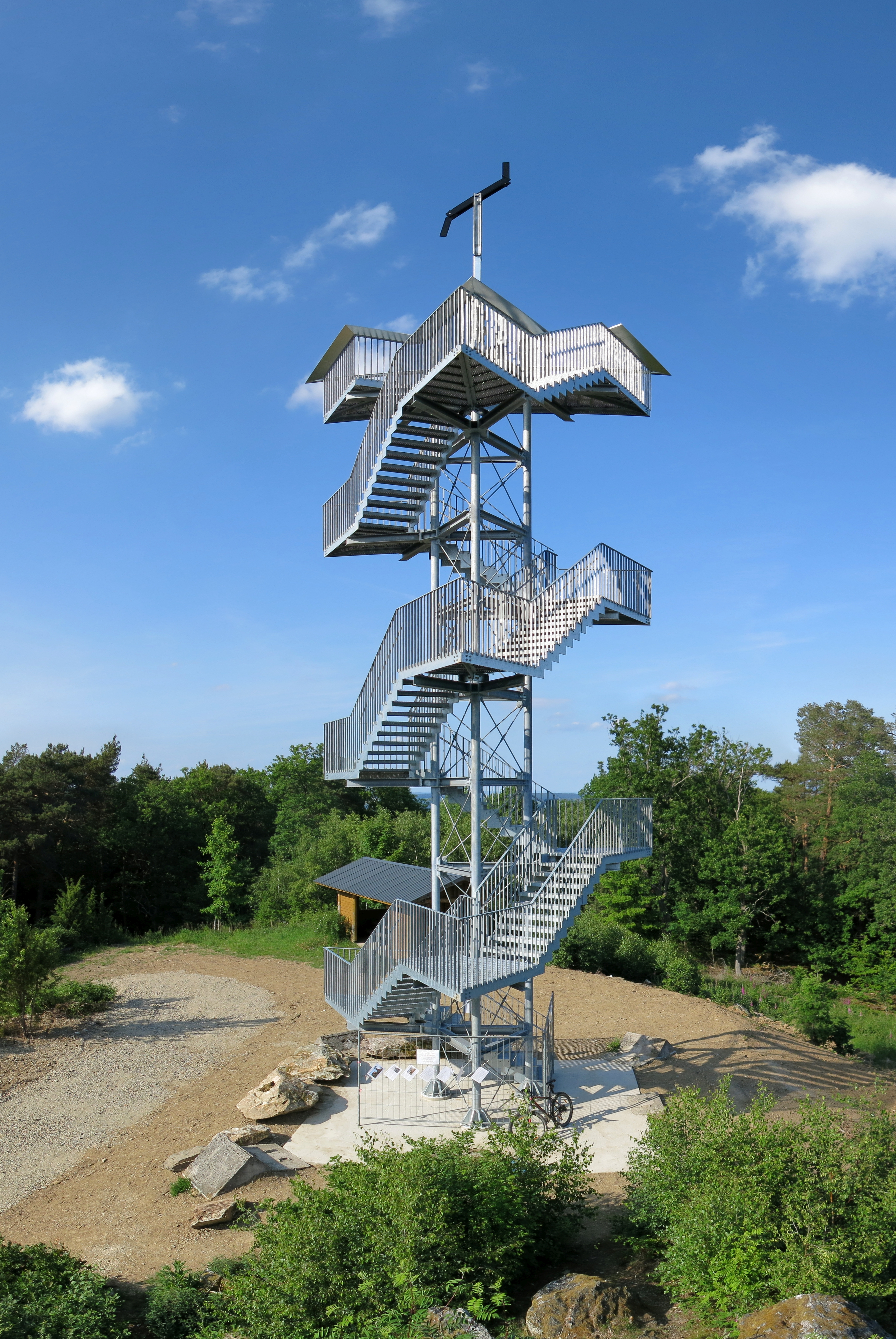
Der neue Aussichtsturm